# أفيتسانو

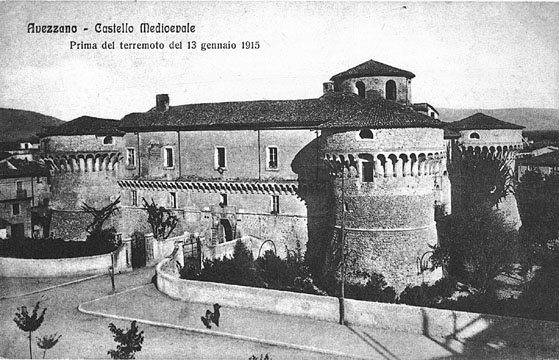
قلعة أورسيني قبل زلزال 1915

أفيتسانو (بالإيطالية: Avezzano)‏، مدينة وسط إيطاليا في إقليم أبروتسو وتتبع مقاطعة لاكويلا. بها مقار لشركات صناعية ضخمة حديثة.
وهناك نظريتان عن أصل اسم المدينة: الأولى من "Ave Jane" منادةً للآلهة الرومانية يانوس، والثانية "Ad Vetianum" والتي تعني «إلى أسرة فيتيا» المقيمة في بلدة من البا فوسينس قريبة. بدأت المستوطنات الأولى في هذه المنطقة ببناء أعمال تجنيف البحيرة بأمر من الامبراطور كلوديوس في القرن الأول. حكم فيرجيليو أورسيني أفيدزانو في القرن الخامس عشر والذي بنى القلعة في عام 1490.
كانت أفيدزانو تقع على ضفاف بحيرة فوتشينو أكبر بحيرة في وسط إيطاليا وتم تجفيفها في أواخر القرن التاسع عشر؛ وبعد تجفيف بحيرة وبفضل اتساع الحقول المتاحة الآن للزراعة عاشت المنطقة نموا رائعا، لكنها دمرت تماما من قبل ربما أسوأ الزلازل المسجلة في تاريخ إيطاليا، ضربها في الصباح الباكر من يوم 13 يناير عام 1915 : لم ينج إلا كازا ديي بالاتسي وجناح في قلعة أورسيني. ومات أكثر من 12,000 شخص.
ثم أعيد بناء المدينة تماما على امتداد شوارع مستقيمة ومتوازية، ومع مناطق خضراء واسعة والفيلات جميلة بأسلوب الحرية.

## السكان
في سنة 1861 بلغ عدد السكان 7٬694 نسمة، وتطور العدد ليصل في سنة 2011 لـ 42٬504 نسمة.
يظهر هذا المخطط البياني تطور النمو السكاني لـ أفيتسانو

## توأمة
لأفيتسانو اتفاقيات توأمة مع كل من:
- Belén, Catamarca [الإنجليزية]‏
- Santa María, Catamarca [الإنجليزية]‏
- أياكوتشو
- Câmpulung Moldovenesc [الإنجليزية]‏

## أعلام
- ماتيو كيوفاني
- فيليس أورلاندي
- دانيل كيوفاني
- آدا غينتايل